# Krzysztof Zapłacki
Krzysztof Zapłacki (ur. 8 sierpnia 1993 w Lesznie) – polski siatkarz, grający na pozycji przyjmującego. 
Od 2020 roku pracuje w urzędzie miasta w Kędzierzynie-Koźlu. Zajmuje się sprzedażą gruntów niezabudowanych. Sprzedaje działki gminne i miejskie i organizuje przetargi w komisji przetargowej.

## Sukcesy klubowe
Puchar Polski:
- 2013, 2014

PlusLiga:
- 2013, 2018